# Armoiries de l'Île-du-Prince-Édouard
Les armoiries de l'Île-du-Prince-Édouard ainsi que sa devise, furent octroyées en 1905 par décret royal du roi Édouard VII du Royaume-Uni.

## Histoire
Les modifications faites aux armoiries ont été autorisées le 26 avril 2002 par Adrienne Clarkson, gouverneur générale du Canada, avec le cimier, les tenants et la base. La demande émana de Pat Binns, premier ministre de l'île à l'époque, pour célébrer le 150e anniversaire du gouvernement responsable de l'île.

## Description
Dans le champ supérieur du blason, figure le lion passant d'Angleterre. La partie inférieure présente trois chênes, qui représentent les trois comtés de l'île, situés derrière un chêne adulte qui symbolisait à l'origine la Grande-Bretagne.
Le cimier représente un heaume grillagé surmonté d'un geai bleu portant une branche de chêne dans son bec, symboles importants de l'île. La couronne représente la souveraineté royale et son utilisation, c'est un honneur octroyé par le souverain.
Les supports sont deux renard argentés, animaux rares et natifs de la région. L'élevage d'animaux de fourrure était très perféctionné dans l'île et la peau de renard argenté était très appréciée. Le renard représente également la sagesse et l'intelligence. Pour symboliser les autres industries de l'île, un renard porte une guirlande de fleurs de pommes de terre, et l'autre porte un de filet de pêche.
Le centre de la terrasse inférieure s'orne d'une étoile à huit branches, symbole de Mi'kmaq qui représente le soleil. Elle est entourée de deux roses qui représentent l'Angleterre, des lys pour la France, des chardons pour l'Écosse, et des trèfles pour l'Irlande.
Inscrite sur un listel au bas des armoiries, Parva sub ingenti (« Le petit sous la protection du grand »), tirée des Géorgiques de Virgile, est la devise de l'île depuis 1769.